# Villasenoria orcuttii
 Villasenoria orcuttii    (Greenm.) B.L.Clark, 1999  è una specie di pianta angiosperma dicotiledone della famiglia delle Asteraceae (sottofamiglia Asteroideae).  Villasenoria orcuttii  è anche l'unica specie del genere  Villasenoria  B.L.Clark, 1999 .

## Etimologia
Il nome generico (Villasenoria) è stato dato in onore di Jose Luis Villasefior, botanico dell'"Instituto de Biologia, Universidad Nacional Autonoma de Messico", a Città del Messico.
Il nome scientifico della specie è stato definito dai botanici Jesse More Greenman (1867-1951) e Bonnie Lynne Clark (1966-) nella pubblicazione " Sida; Contributions to Botany. Dallas; Fort Worth, TX" (Sida 18(3): 633) del 1999. Il nome scientifico del genere è stato definito nella stessa pubblicazione.

## Descrizione
Habitus. Villasenoria orcuttii ha un habitus di tipo erbaceo perenne con portamenti suffruticosi alti (simili ad alberi). Le superfici delle piante possono essere sia glabre che pubescenti per peli semplici. Altezza massima: 3,5 metri.
Radici. Le radici sono secondarie da rizoma.
Fusto. La parte aerea in genere è eretta, singola, semplice o ramosa; inoltre si presenta affusolata.
Foglie. Le foglie sono cauline disposte in modo alternato. Sono picciolate con contorno pennato composto e apici appuntiti. Le dimensioni sono ampie (dimensioni complessive: 7 dm). Le foglie inferiori sono caduche.
Infiorescenza. Le sinflorescenze sono composte da diversi capolini raccolti in racemi panicolati. Le infiorescenze vere e proprie sono formate da un capolino terminale peduncolato di tipo radiato. Alla base dell'involucro (la struttura principale del capolino) può essere presente un calice formato da alcune brattee fogliacee lineari e poco appariscenti. I capolini sono formati da un involucro, con forme da cilindriche a strettamente campanulate, composto da 8 - 9 brattee, al cui interno un ricettacolo fa da base ai fiori di due tipi: quelli esterni del raggio e quelli più interni del disco. Le brattee sono disposte in modo più o meno embricato di solito su due serie e possono essere connate alla base. Il ricettacolo, a volte alveolato, è nudo (senza pagliette a protezione della base dei fiori); la forma è convessa, piatta o conica.
Fiori.  I fiori (fiori ligulati: 2 - 5; fiori tubulosi: 16 - 23) sono tetra-ciclici (formati cioè da 4 verticilli: calice – corolla – androceo – gineceo) e pentameri (calice e corolla formati da 5 elementi). Sono inoltre ermafroditi, più precisamente i fiori del raggio (quelli ligulati e zigomorfi) sono femminili; mentre quelli del disco centrale (tubulosi e actinomorfi) sono bisessuali o a volte funzionalmente maschili.
- Formula fiorale:

*/x K {\displaystyle \infty }, [C (5), A (5)], G 2 (infero), achenio
- Calice: i sepali del calice sono ridotti ad una coroncina di squame.
- Corolla: nella parte inferiore i petali della corolla sono saldati insieme e formano un tubo. In particolare le corolle dei fiori del disco centrale (tubulosi) terminano con delle fauci dilatate a raggiera con cinque brevi lobi più o meno patenti. Nella corolla dei fiori periferici (ligulati) il tubo si trasforma in un prolungamento da ligulato a filiforme, terminante più o meno con cinque dentelli. Il colore delle corolle.
- Androceo: gli stami sono 5 con dei filamenti liberi. La parte basale del collare dei filamenti può essere dilatata. Le antere invece sono saldate fra di loro e formano un manicotto che circonda lo stilo. Le antere sono senza coda ("ecaudate") oppure sono sagittate alla base. La struttura delle antere è di tipo tetrasporangiato, raramente sono bisporangiate. Il tessuto endoteciale è radiale. Il polline è tricolporato (tipo "helianthoid").[11]
- Gineceo: lo stilo è biforcato con due stigmi nella parte apicale. Gli stigmi hanno una forma da subtroncata a subconica con corti peli apicali; possono essere ricoperti da minute papille. Le superfici stigmatiche sono continue.  L'ovario è infero uniloculare formato da 2 carpelli.

Frutti. I frutti sono degli acheni con pappo. La forma degli acheni è oblungo-cilindrica; la superficie è percorsa da diverse coste longitudinali e può essere glabra. Non sempre il carpoforo è distinguibile. Il pappo è formato da numerose setole snelle.

## Biologia
Impollinazione: l'impollinazione avviene tramite insetti (impollinazione entomogama tramite farfalle diurne e notturne).

Riproduzione: la fecondazione avviene fondamentalmente tramite l'impollinazione dei fiori (vedi sopra).

Dispersione: i semi (gli acheni) cadendo a terra sono successivamente dispersi soprattutto da insetti tipo formiche (disseminazione mirmecoria). In questo tipo di piante avviene anche un altro tipo di dispersione: zoocoria. Infatti gli uncini delle brattee dell'involucro (se presenti) si agganciano ai peli degli animali di passaggio disperdendo così anche su lunghe distanze i semi della pianta. Inoltre per merito del pappo il vento può trasportare i semi anche a distanza di alcuni chilometri (disseminazione anemocora).

## Distribuzione e habitat
La specie di questa voce è distribuita in Messico.

## Tassonomia
La famiglia di appartenenza di questa voce (Asteraceae o Compositae, nomen conservandum) probabilmente originaria del Sud America, è la più numerosa del mondo vegetale, comprende oltre 23.000 specie distribuite su 1.535 generi, oppure 22.750 specie e 1.530 generi secondo altre fonti (una delle checklist più aggiornata elenca fino a 1.679 generi). La famiglia attualmente (2021) è divisa in 16 sottofamiglie; la sottofamiglia Asteroideae è una di queste e rappresenta l'evoluzione più recente di tutta la famiglia.

### Filogenesi
Il genere di questa voce appartiene alla sottotribù Tussilagininae della tribù Senecioneae (una delle 21 tribù della sottofamiglia Asteroideae). La sottotribù descritta in tempi moderni da Bremer (1994), dopo le analisi di tipo filogenetico sul DNA del plastidio (Pelser et al., 2007) è risultata parafiletica con le sottotribù Othonninae e Brachyglottidinae annidiate al suo interno. Attualmente con questa nuova circoscrizione la sottotribù Tussilagininae s.s. risulta suddivisa in quattro subcladi.
Le “Tossilaggine”, tradizionalmente, fanno parte della sottofamiglia delle "Tubiflore" (o attualmente Asteroideae); sottofamiglia caratterizzata dall'avere capolini con fiori tubulosi al centro ed eventualmente fiori ligulati alla periferia, brattee dell'involucro ben sviluppate e frutti con pappo biancastro e morbido. Il genere di questa voce fa parte di alcuni nuovi generi segregati dal grande genere polifiletico Senecio  provenienti dall'America centrale compreso il Messico.
I caratteri distintivi per la specie  Villasenoria orcuttii  sono:
- le foglie sono larghe con forme pennate composte;
- il portamento è simile ad un albero;
- la superficie degli acheni è papillata.

### Sinonimi
Sono elencati alcuni sinonimi per questa entità:
- Senecio orcuttii Greenm., 1912
- Telanthophora orcuttii (Greenm.) H.Rob. & Brettell, 1974